# Snowpiercer
Snowpiercer (em coreano: 설국열차; hanja: 雪國列車; RR: Seolgugyeolcha;bra:O Expresso do Amanhã), é um filme de ação de ficção científica de língua inglesa sul-coreano-checo de 2013 baseado no romance gráfico francês Le Transperceneige de Jacques Lob Benjamin Legrand e Jean-Marc Rochette. O filme é dirigido por Bong Joon-ho, e escrito por Bong e Kelly Masterson. O filme marca a estreia em língua inglesa de Bong; aproximadamente 80% do filme foi filmado em inglês.
O filme é estrelado por Chris Evans, Song Kang-ho, Tilda Swinton, Jamie Bell, Octavia Spencer, Go Ah-sung, John Hurt, and Ed Harris. O filme acontece a bordo do trem Snowpiercer, operando em uma pista de abrangência global, transportando os últimos remanescentes da humanidade depois que uma tentativa de engenharia climática, a fim de parar o aquecimento global, termina por criar involuntariamente uma nova Terra bola de neve. Evans estrela como Curtis Everett, um membro dos passageiros da seção de classe baixa, enquanto lideram uma revolução para tomarem o governo da elite da frente do trem. A filmagem foi realizada em conjuntos de vagão de trens montados em gimbals em Barrandov Studios, em Praga para simular o movimento do trem.
Exibido pela primeira vez na Times Square de Seul em 29 de julho de 2013, Snowpiercer foi aclamado pela crítica e apareceu nas dez melhores listas de filmes de 2014 de muitos críticos de cinema, após seu lançamento internacional. O louvor foi direcionado principalmente para sua visão, direção e performances, particularmente de Evans e Swinton. Inicialmente planejada para uma exibição de tela limitada nos Estados Unidos, a resposta crítica ao filme levou a The Weinstein Company a expandir a exibição para mais cinemas e serviços de streaming digital. Produzido com um orçamento de US$40 milhões, continua sendo a produção coreana mais cara de todos os tempos. O filme faturou US$86.7 milhões em todo o mundo.
Em 2020, a TNT e a Netflix lançaram uma série de televisão homônima baseada no filme, sendo estrelada por Jennifer Connelly, Daveed Diggs, Alison Wright e Annalise Basso.

## Sinopse
Em um futuro distópico, um experimento científico é realizado para neutralizar o aquecimento global que, após falhar, provoca uma era glacial que quase termina com a população mundial. Os únicos sobreviventes são os habitantes do Snowpiercer: motor ferroviário extenso com nível ilimitado que circunda todo o planeta através de uma estrada de ferro.
Após o desastre natural, o trem é dividido em duas classes sociais: por um lado, a parte da frente composta da classe privilegiada; por outro lado, a classe trabalhista e os pobres, localizados na cauda, que decidem organizar uma revolução social para tomarem o controle da máquina.

## Elenco
- Chris Evans como Curtis Everett
- Song Kang-ho como Namgoong Minsu
- Ah-sung Ko como Yona
- Jamie Bell como Edgar
- John Hurt como Gilliam
- Tilda Swinton como Mason
- Octavia Spencer como Tanya
- Ed Harris como Wilford
- Ewen Bremner como Andrew
- Luke Pasqualino como Grey
- Alison Pill como Profesora
- Vlad Ivanov como Franco, o velho
- Clark Middleton como Pintor
- Tómas Lemarquis como Egg-head
- Jean-Marc Rochette (cameo)

## Recepção

### Dez melhores listas
Além de vários prêmios e indicações, Snowpiercer apareceu em várias listas de críticos dos dez melhores filmes de 2014.
- 1st – Andrew Wright, The Parallax View[17]
- 1st – Alci Rengifo, The Corsair[18]
- 1st – Glenn Lovell, CinemaDope[19]
- 1st – Devin Faraci, Badass Digest[20]
- 2nd – Sherilyn Connelly, The Village Voice[21]
- 3rd – Borys Kit, The Hollywood Reporter[22]
- 3rd – Peter Hartlaub, San Francisco Chronicle[23]
- 3rd – Noel Murray, The Dissolve[24]
- 4th – Randy Myers, San Jose Mercury News[25]
- 4th –  Kimberley Jones, The Austin Chronicle[26]
- 5th – Clint O'Connor, The Plain Dealer[27]
- 5th – Tom Brueggemann, Thompson on Hollywood[28]
- 5th – Linda Barnard, Toronto Star[29]
- 5th – Perri Nemiroff, Collider[30]
- 6th – Matt Brennan, Thompson on Hollywood[31]
- 6th –  Marc Savlov, The Austin Chronicle[32]
- 7th – Richard Lawson, Vanity Fair[33]
- 7th – Andrew O'Hehir, Salon.com[34]
- 7th – Matt Goldberg, Collider[35]
- 7th – Mark Olsen, The LA Times[36]
- 7th – Marlow Stern, The Daily Beast[37]
- 7th – Liam Lacey, The Globe and Mail[38]
- 7th – Sean P. Means, The Salt Lake Tribune[39]
- 8th – Joshua Rothkopf, Time Out New York[40]
- 8th – Chris Nashawaty, Entertainment Weekly[41]
- 8th – J. Hoberman, Artforum[42]
- 8th – Yahoo![43]
- 8th – The Playlist[44]
- 8th – Rene Rodriguez, The Miami Herald[45]
- 8th – Angie Han, Slashfilm[46]
- 8th – Germain Lussier, Slashfilm[47]
- 9th – Drew McWeeny, HitFix[48]
- 9th – Norman Wilner, Now[49]
- 9th – Brian Miller, The Seattle Weekly[50]
- 10th –  Jason Bailey, Flavourwire[51]
- 10th –  Mike D'Angelo, The A.V. Club[52]
- 10th –  Melissa Wellham, BMA Magazine[53]
- 10th –  William Bibbiani, CraveOnline[54]
- 10th –  Marjorie Baumgarten, The Austin Chronicle[55]
- 10th – Devindra Hardawar, Slashfilm[56]
- Top 10 (listed alphabetically, not ranked) – David Denby,The New Yorker[57]
- Top 10 (listed alphabetically, not ranked) – iTunes[58]
- Top 10 (listed alphabetically, not ranked) – Claudia Puig, USA Today[59]
- Top 10 (not ranked) – Devin D. O'Leary, Weekly Alibi[60]